# Nationaltheatret
För järnvägs- och tunnelbanestationen Nationaltheatret, se Nationaltheatrets station.
Nationaltheatret i Oslo är, jämte Den Nationale Scene och Det norske teatret, en av Norges tre viktigaste teaterscener. Den grundades 1899.

## Historia
Byggnaden mellan Karl Johans gate och Stortingsgata, med fasader huvudsakligen av gult tegel och granit, ritades av arkitekten Henrik Bull, som vann en arkitekttävling om uppdraget 1891. Den ursprungliga salongen (Hovedscenen) är inredd i nyrokoko. Senare har ytterligare tre salonger tillkommit i byggnaden: Amfiscenen, Malersalen och Bakscenen. Teatern öppnade den 1 september 1899 och byggnaden är skyddad som kulturminne sedan 1983.
Nationaltheatrets förste chef var Bjørn Bjørnson, son till Bjørnstjerne Bjørnson. Nuvarande teaterchef är Kristian Seltun. 
Den administrativa delen av Torshovteatret ligger under Nationaltheatret.

## Språklig gränsdragning
Traditionellt domineras Nationaltheatrets repertoar av teaterpjäser på bokmål. Det norske teatret har ansetts vara den nynorska dramatikens huvudscen. Denna gränsdragning har med tiden förlorat något av sin aktualitet. 2006 spelades till exempel Jon Fosses stycke Skuggar på Nationaltheatret.

## Teaterchefer
- 1899–1907: Bjørn Bjørnson
- 1908–1911: Vilhelm Krag
- 1911–1923: Halfdan Christensen
- 1923–1927: Bjørn Bjørnson
- 1928–1930: Einar Skavlan
- 1930–1933: Halfdan Christensen
- 1933–1934: Anton Rønneberg
- 1934–1935: Johe. Wiers-Jensen
- 1935–1941: Axel Otto Normann
- 1941–1945: Gustav Berg-Jæger
- 1945–1946: Axel Otto Normann
- 1946–1960: Knut Hergel
- 1960–1961: Carl Fredrik Engelstad
- 1962–1967: Erik Kristen-Johanssen
- 1967–1978: Arild Brinchmann
- 1978–1986: Toralv Maurstad
- 1986–1988: Kjetil Bang-Hansen
- 1988–1990: Ellen Horn, Ole-Jørgen Nilsen och Sverre Rødahl
- 1990–1992: Stein Winge
- 1992–2000: Ellen Horn
- 2000–2008: Eirik Stubø
- 2009–2020: Hanne Tømta
- 2021–: Kristian Seltun

## Skulpturer utanför Nationaltheatret

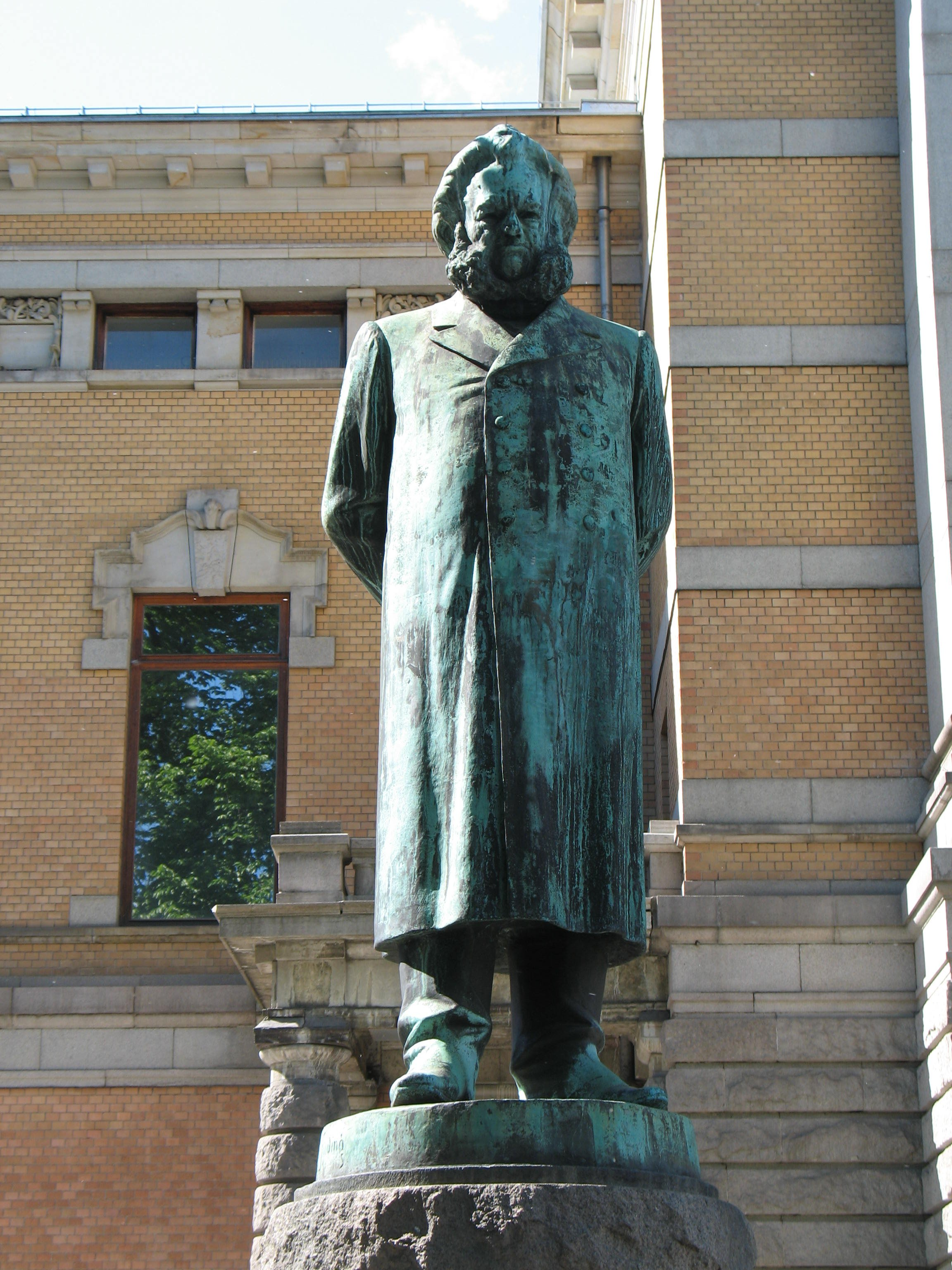
Henrik Ibsen av Stephan Sinding
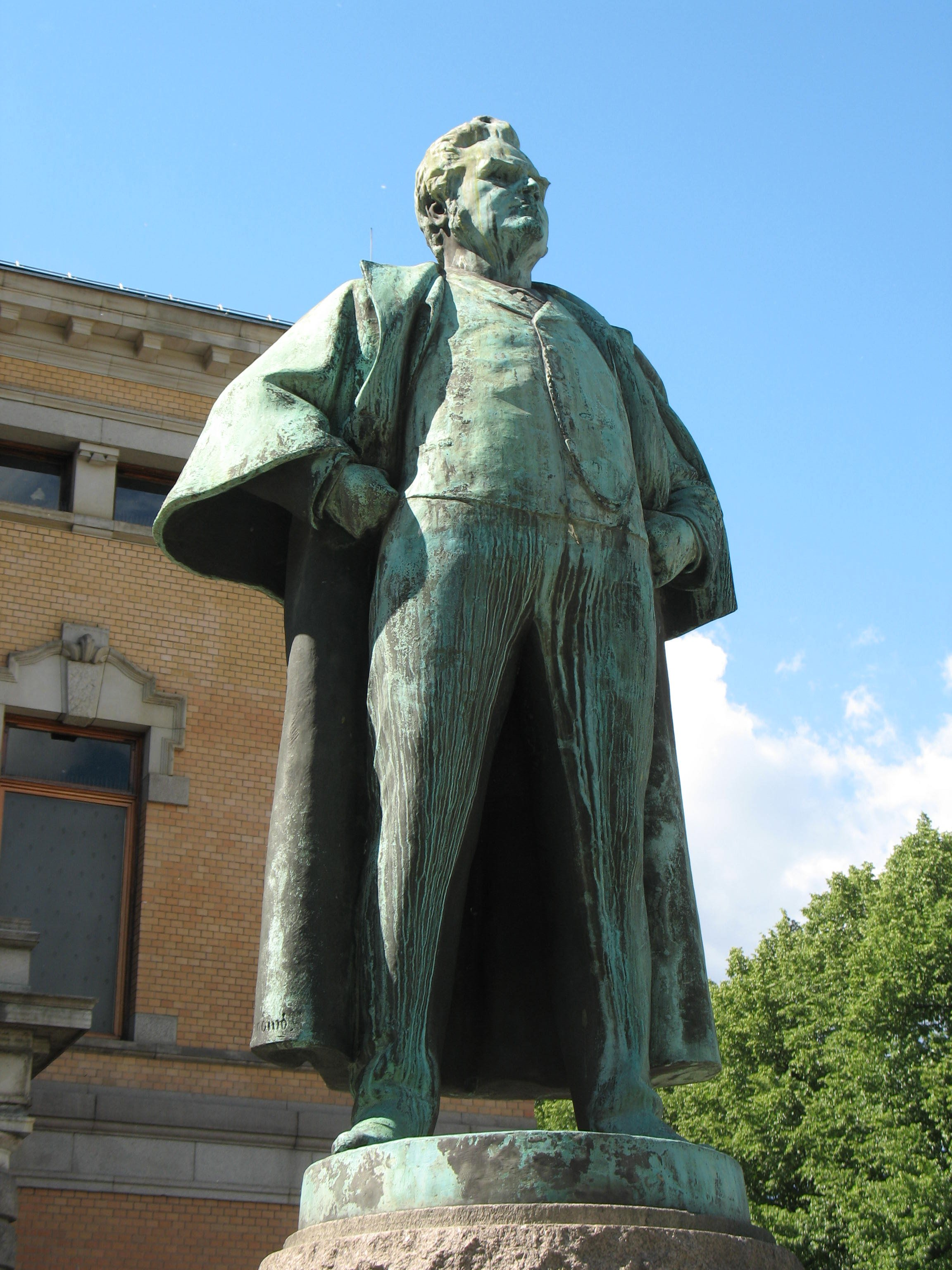
Bjørnstjerne Bjørnson av Stephan Sinding
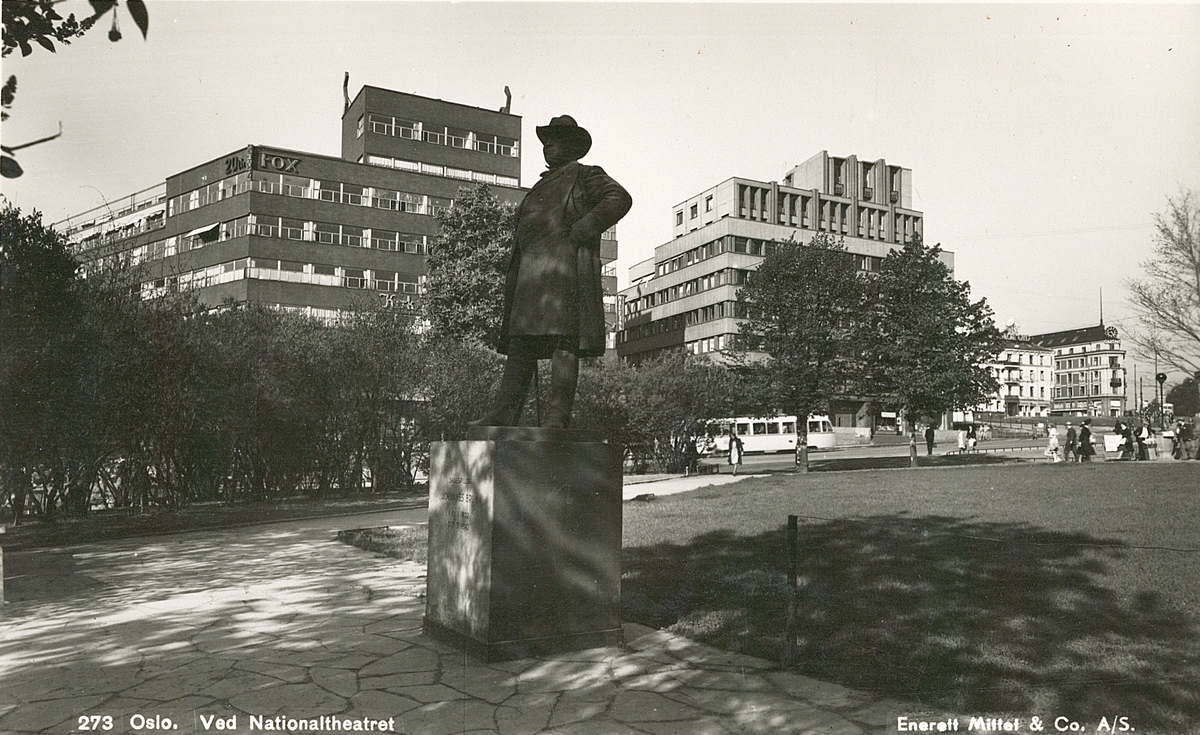
Staty av Johannes Brun på det som nu heter Johanne Dybwads plass, omkring 1940. Statyn flyttades senare flyttet till Bankplassen.